# Saarijärvi (sjö i Finland, Kajanaland, lat 65,12, long 28,93)
Saarijärvi är en sjö i Finland. Den ligger i kommunen Suomussalmi i landskapet Kajanaland, i den centrala delen av landet, 600 km norr om huvudstaden Helsingfors. Saarijärvi ligger 235 meter över havet. Arean är 19,7 hektar och strandlinjen är 5,09 kilometer lång. Sjön  ingår i Uleälvens huvudavrinningsområde. 